# Butler (New York)
Butler è un comune degli Stati Uniti d'America, situato nello Stato di New York, nella contea di Wayne.